# Erdenebüren, Khovd
Erdenebüren (tiếng Mông Cổ: Эрдэнэбүрэн) là một sum của tỉnh Khovd ở miền tây Mông Cổ. Vào năm 2007, dân số của sum là 3.372 người.

## Địa lý
Sum có diện tích khoảng 2.772 km2. Trung tâm sum nằm cách tỉnh lỵ Khovd 60 km và thủ đô Ulaanbaatar 662 km.

### Khí hậu
Erdenebüren có khí hậu hoang mạc. Nhiệt độ trung bình hàng năm trong khu vực là 5 °C. Tháng ấm nhất là tháng 7, khi nhiệt độ trung bình là 27 °C và lạnh nhất là tháng 1, với −22 °C. Lượng mưa trung bình hàng năm là 219 mm. Tháng ẩm ướt nhất là tháng 7, với lượng mưa trung bình là 52 mm, và khô nhất là tháng 3, với 2 mm.

## Kinh tế
Sum có một trường học, bệnh viện và khu dịch vụ.